# Влохувка
Влохувка (пол. Włochówka) — село в Польщі, у гміні Візна Ломжинського повіту Підляського воєводства.
Населення — 29 осіб (2011).
У 1975-1998 роках село належало до Ломжинського воєводства.

## Демографія
Демографічна структура станом на 31 березня 2011 року:
|          | Загалом | Допрацездатний вік | Працездатний вік | Постпрацездатний вік |
| -------- | ------- | ------------------ | ---------------- | -------------------- |
| Чоловіки | 18      | 5                  | 12               | 1                    |
| Жінки    | 11      | 1                  | 6                | 4                    |
| Разом    | 29      | 6                  | 18               | 5                    |